# Prix Pulitzer de la poésie

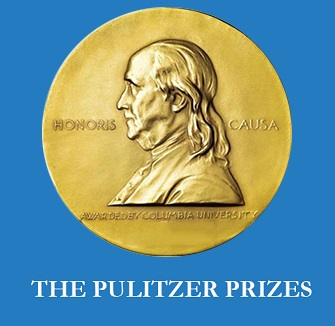
Médaille du prix Pulitzer

Le prix Pulitzer de Poésie est un des six prix Pulitzer américains remis chaque année en littérature. Il est décerné depuis 1922 pour un ouvrage en édition originale par un auteur américain, publié au cours de l'année civile précédente. 
Depuis 1980, des finalistes sont annoncés, habituellement deux,  à côté du lauréat.

## Prix spéciaux 1918 et1919
Les Pulitzer 1918 et 1919 incluent des Citations spéciales pour des livres de poésie, « rendues possibles par une subvention spécifique de la Société de la poésie ». Ces citations sont désormais répertoriées  comme des prix de poésie.
- 1918, Sara Teasdale
- 1919, Carl Sandburg
- 1919, Margaret Widdemer

## Lauréats
Dans ses 92 premières années, le prix Pulitzer de poésie a été décerné 92 fois. Deux prix ont été attribués en 2008, aucun en 1946. Robert Frost a remporté le prix quatre fois et plusieurs autres poètes ont été récompensés plus d'une fois.

### Années 1920
- 1922: Collected Poems par Edwin Arlington Robinson
- 1923: The Ballad of the Harp-Weaver: A Few Figs from Thistles: Eight Sonnets in American Poetry, 1922. A Miscellany par Edna St. Vincent Millay
- 1924: New Hampshire: A Poem with Notes and Grace Notes par Robert Frost
- 1925: The Man Who Died Twice par Edwin Arlington Robinson
- 1926: What's O'Clock par Amy Lowell
- 1927: Fiddler's Farewell par Leonora Speyer
- 1928: Tristram par Edwin Arlington Robinson
- 1929: John Brown's Body par Stephen Vincent Benét

### Années 1930
- 1930: Selected Poems par Conrad Aiken
- 1931: Collected Poems par Robert Frost
- 1932: The Flowering Stone par George Dillon
- 1933: Conquistador par Archibald MacLeish
- 1934: Collected Verse par Robert Hillyer
- 1935: Bright Ambush par Audrey Wurdemann
- 1936: Strange Holiness par Robert P. T. Coffin
- 1937: A Further Range par Robert Frost
- 1938: Cold Morning Sky par Marya Zaturenska
- 1939: Selected Poems par John Gould Fletcher

### Années 1940
- 1940: Collected Poems par Mark Van Doren
- 1941: Sunderland Capture par Leonard Bacon
- 1942: The Dust Which Is God par William Rose Benét
- 1943: A Witness Tree par Robert Frost
- 1944: Western Star par Stephen Vincent Benét
- 1945: V-Letter and Other Poemspar Karl Shapiro
- 1946: pas de prix de poésie
- 1947: Lord Weary's Castle par Robert Lowell
- 1948: The Age of Anxiety par W. H. Auden
- 1949: Terror and Decorum par Peter Viereck

### Années 1950
- 1950: Annie Allen par Gwendolyn Brooks
- 1951: Complete Poems par Carl Sandburg
- 1952: Collected Poems par Marianne Moore
- 1953: Collected Poems 1917–1952 par Archibald MacLeish
- 1954: The Waking par Theodore Roethke
- 1955: Collected Poems par Wallace Stevens
- 1956: Poems: North & South - A Cold Spring par Elizabeth Bishop
- 1957: Things of This World par Richard Wilbur
- 1958: Promises: Poems 1954-1956 par Robert Penn Warren
- 1959: Selected Poems 1928-1958 par Stanley Kunitz

### Années 1960
- 1960: Heart's Needle par W. D. Snodgrass
- 1961: Times Three: Selected Verse From Three Decades par Phyllis McGinley
- 1962: Poems par Alan Dugan
- 1963: Pictures from Brueghel par William Carlos Williams
- 1964: At The End Of The Open Road par Louis Simpson
- 1965: 77 Dream Songs par John Berryman
- 1966: Selected Poems par Richard Eberhart
- 1967: Live or Die par Anne Sexton
- 1968: The Hard Hours par Anthony Hecht
- 1969: Of Being Numerous par George Oppen[2]

### Années 1970
- 1970: Untitled Subjects par Richard Howard
- 1971: The Carrier of Ladders par William S. Merwin
- 1972: Collected Poems par James Wright
- 1973: Up Country par Maxine Kumin
- 1974: The Dolphin par Robert Lowell
- 1975: Turtle Island par Gary Snyder
- 1976: Self-portrait in a Convex Mirror par John Ashbery
- 1977: Divine Comedies par James Merrill
- 1978: Collected Poems par Howard Nemerov[3]
- 1979: Now and Then par Robert Penn Warren

### Année 1980
- 1980: Selected Poems par Donald Justice
- 1981: The Morning of the Poem par James Schuyler
- 1982: The Collected Poems par Sylvia Plath
- 1983: Selected Poems par Galway Kinnell
- 1984: American Primitive par Mary Oliver
- 1985: Yin par Carolyn Kizer
- 1986: The Flying Change par Henry Taylor[4]
- 1987: Thomas and Beulah par Rita Dove
- 1988: Partial Accounts: New and Selected Poems par William Meredith
- 1989: New and Collected Poems par Richard Wilbur

### Années 1990
- 1990: The World Doesn't End par Charles Simic
- 1991: Near Changes par Mona Van Duyn
- 1992: Selected Poems par James Tate
- 1993: The Wild Iris par Louise Glück
- 1994: Neon Vernacular: New and Selected Poems par Yusef Komunyakaa
- 1995: The Simple Truth par Philip Levine
- 1996: The Dream of the Unified Field par Jorie Graham
- 1997: Alive Together: New and Selected Poems par Lisel Mueller
- 1998: Black Zodiac par Charles Wright
- 1999: Blizzard of One par Mark Strand

### Années 2000
- 2000: Repair par C. K. Williams
- 2001: Different Hours par Stephen Dunn
- 2002: Practical Gods par Carl Dennis
- 2003: Moy Sand and Gravel par Paul Muldoon
- 2004: Walking to Martha's Vineyard par Franz Wright
- 2005: Delights & Shadows par Ted Kooser
- 2006: Late Wife par Claudia Emerson
- 2007: Native Guard par Natasha Trethewey
- 2008: Time and Materials par Robert Hass
- 2008: Failure par Philip Schultz
- 2009: The Shadow of Sirius par W. S. Merwin

### Années 2010
- 2010 : Versed par Rae Armantrout
- 2011 : The Best of It: New and Selected Poems par Kay Ryan
- 2012 : Life on Mars par Tracy K. Smith
- 2013 : Stag's Leap par Sharon Olds
- 2014 : 3 Sections par Vijay Seshadri
- 2015 : Digest par Gregory Pardlo
- 2016 : Ozone Journal par Peter Balakian
- 2017 : Olio par Tyehimba Jess
- 2018 : Half-light: Collected Poems 1965–2016 par Frank Bidart
- 2019 : Be With par Forrest Gander

### Années 2020
- 2020 : The Tradition par Jericho Brown
- 2021 : Postcolonial Love Poem par Natalie Diaz
- 2022 : frank: sonnets par Diane Seuss